# Kashmir
För andra betydelser, se Kashmir (olika betydelser).

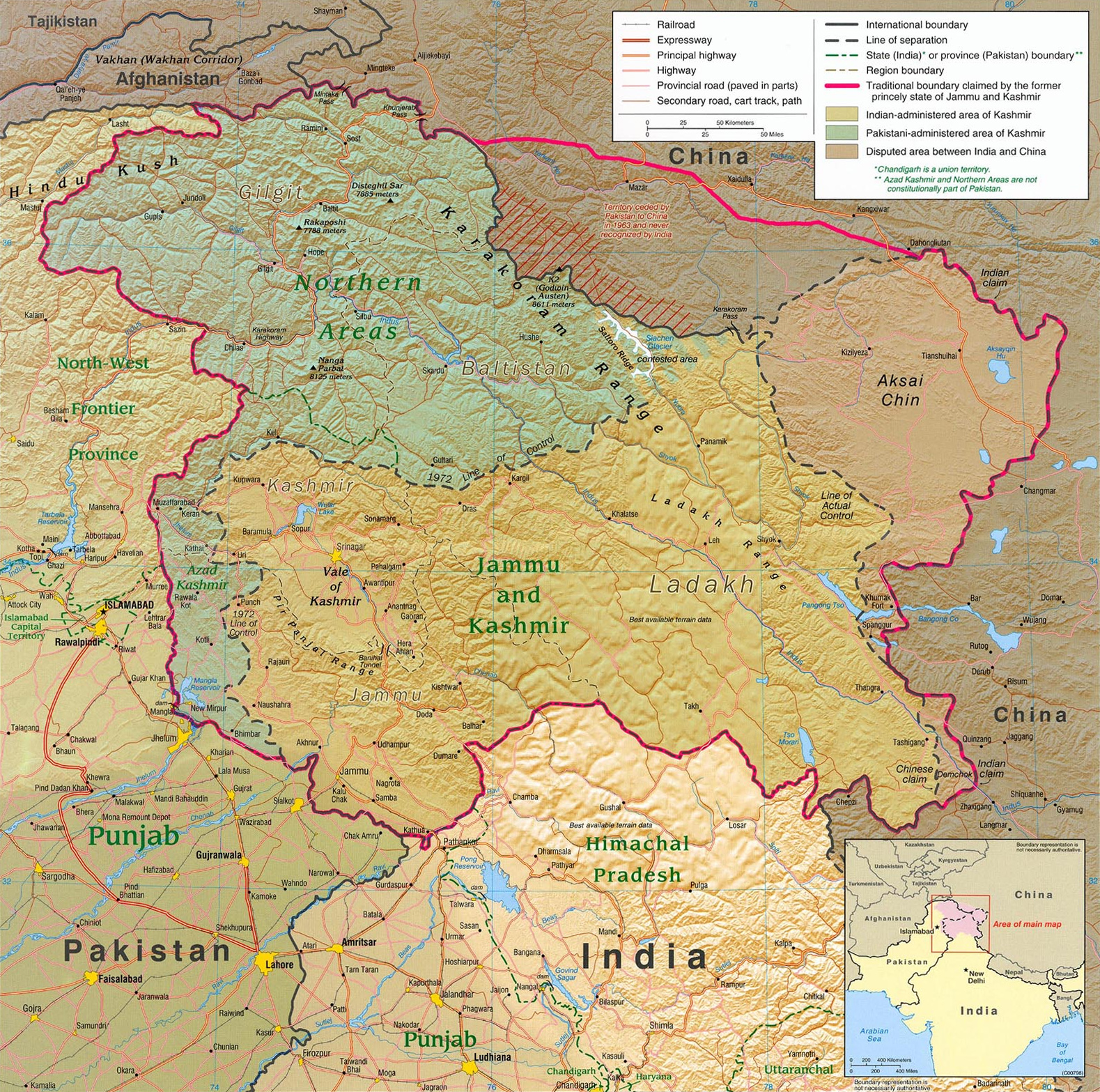
Karta på engelska över Kashmir, 2004

Kashmir är en traditionell beteckning för ett geografiskt område på nordvästra Indiska halvön. Det motsvarar ungefär unionsterritorierna Jammu och Kashmir och Ladakh, som tillhör Indien, Gilgit-Baltistan och Azad Kashmir i Pakistan, samt Aksai Chin som tillhör Kina. Inget av ländernas anspråk på hela eller delar av Kashmir har erkänts internationellt.

## Historia
Området blev tidigt ett centrum för buddhism och hinduism, där en för området särpräglad shaivism uppkom. 1349 omvändes Kashmirs härskare Shah Mirza till islam och kungahusen skulle därefter i fem hundra år erkänna sig till denna religion. Kashmir regerades under de århundradena av Mogulriket och abdalistammen genom huset Durrani. 1820 annekterades Kashmir av sikher och deras ledare Ranjit Singh, för att 1846 hamna under Storbritannien som satte Gulab Singh att administrera området i furstestaten Jammu och Kashmir. Storbritannien drog senare tillbaka från området 1947, varefter Kashmir varit anledning till svåra konflikter mellan staterna Indien och Pakistan, vilket givit upphov till flera krig. Kashmirkonflikten har varit en av efterkrigstidens mest komplicerade internationella frågor, och flera brott mot de mänskliga rättigheterna har rapporterats därifrån.

## Demografi
Det talas många lokala språk i området, däribland kashmiri och shina, två indoeuropeiska språk, och turkspråket uiguriska. De flesta i Kashmirdalen är muslimer, ett fåtal är buddhister, hinduer och sikher. I området Jammu är dock 80 % av befolkningen hinduer.
Från området kommer kashmirull. Ekonomin drabbades hårt vid jordbävningen i Kashmir 2005.